# Wish (國府田マリ子の曲)
『Wish』（ウィッシュ）とは、OVA『伝心 まもって守護月天!』のヒロインシャオリン（國府田マリ子）のキャラクターソングが収録された8cm CDである。2000年7月5日にキングレコードから発売された。

## 概要
- 表題曲は、國府田マリ子がヒロイン・守護月天 小璘（しゅごげってん シャオリン）役で出演した、OVA『伝心 まもって守護月天!』第1巻〜第5巻のオープニングテーマである。
- なおOVA第6巻〜第8巻のオープニングテーマ「Magic」も國府田の曲だが、シングル化はされていない（サウンドトラックにのみ収録）。
- カップリング曲にOVA第2巻の挿入歌を収録。

## 収録曲
1. Wish
作詞：牧恵美子、作曲・編曲：神津裕之
  - OVA『伝心 まもって守護月天!』第1巻〜第5巻オープニングテーマ
2. あなたがいる
作詞・作曲：豆田将、編曲：神津裕之
  - OVA『伝心 まもって守護月天!』第2巻挿入歌
3. Wish（オリジナル・カラオケ）